# Eishockey-Weltmeisterschaft der Herren 2006
Die 70. A-Eishockey-Weltmeisterschaft der Herren wurde von der Internationalen Eishockey-Föderation IIHF an Lettland vergeben und fand vom 5. bis zum 21. Mai 2006 in der Hauptstadt Riga statt. Für den Staat aus dem Baltikum war es die erste Austragung der Eishockey-Weltmeisterschaft und zugleich auch die erste Veranstaltung dieser Art in einer der ehemaligen Sowjetrepubliken außer Russland.
Das Finale fand am 21. Mai statt. Schweden konnte sich vor 11.000 Zuschauern gegen Titelverteidiger Tschechien mit 4:0 durchsetzen und gewann nach dem Olympiatitel drei Monate zuvor seinen insgesamt achten WM-Titel.

## Teilnehmer, Austragungsorte und -zeiträume
- Top-Division: 5. bis 21. Mai 2006 in Riga, Lettland
Teilnehmer:  Belarus,  Dänemark,  Finnland,  Italien (Aufsteiger),  Kanada,  Kasachstan,  Lettland,  Norwegen (Aufsteiger),  Russland,  Schweden,  Schweiz,  Slowakei,  Slowenien,  Tschechien (Titelverteidiger),  Ukraine,  USA
- Division I
  - Gruppe A: 24. bis 30. April 2006 in Amiens, Frankreich
Teilnehmer:  Deutschland (Absteiger),  Frankreich,  Großbritannien,  Israel (Aufsteiger),  Japan,  Ungarn
  - Gruppe B: 23. bis 29. April 2006 in Tallinn, Estland
Teilnehmer:  Estland,  Kroatien (Aufsteiger),  Litauen,  Niederlande,  Österreich (Absteiger),  Polen
- Division II
  - Gruppe A: 27. März bis 2. April 2006 in Sofia, Bulgarien
Teilnehmer:  Belgien,  Bulgarien,  Rumänien (Absteiger),  Serbien und Montenegro,  Spanien,  Südafrika (Aufsteiger)
  - Gruppe B: 3. bis 9. April 2006 in Auckland, Neuseeland
Teilnehmer:  Australien,  Volksrepublik China (Absteiger),  Mexiko (Aufsteiger),  Neuseeland,  Nordkorea,  Südkorea
- Division III
  - 24. bis 29. April 2006 in Reykjavík, Island
Teilnehmer:  Armenien,  Irland,  Island (Absteiger),  Luxemburg,  Türkei (Absteiger)

## Top-Division
Die Weltmeisterschaft der Top-Division wurde vom 5. bis 21. Mai 2006 in der lettischen Hauptstadt Riga ausgetragen. Es war die erste Vergabe an eine Weltmeisterschaft an eine ehemalige Sowjetrepublik. Aufgrund von Verzögerungen beim Bau des neuen Eisstadions in Riga hatte die Internationale Eishockey-Föderation den schwedischen Eishockeyverband Svenska Ishockeyförbundet als stand-by-organizer nominiert, im Juli 2004 dann aber endgültig die Austragung der Titelkämpfe in Lettland bestätigt.

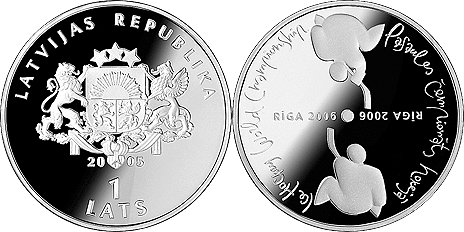
Lettische Sonderprägung anlässlich der WM – 1 Lats

Mit ihrem Sieg im Finalspiel gelang es der schwedischen Nationalmannschaft als erster Nationalmannschaft überhaupt, im selben Jahr sowohl die Goldmedaille im olympischen Eishockeyturnier zu gewinnen als auch Eishockey-Weltmeister zu werden. Es war der achte Titelgewinn für die Skandinavier.

### Austragungsorte
Gespielt wurde in zwei Arenen in der Hauptstadt des Baltikumstaate – der neu erbauten Arena Riga mit einem Fassungsvermögen von 11.000 Zuschauern als Hauptspielort sowie der in unmittelbarer Nähe befindlichen Skonto Arena, in der 6.500 Zuschauer Platz fanden.
| \| Riga \|                           |
| Austragungsort der Weltmeisterschaft |
| Riga                                 |

| Riga |

### Teilnehmer
Am Turnier nahmen die besten 14 Mannschaften der Vorjahres-Weltmeisterschaft sowie die Sieger der beiden Turniere der Division I des Vorjahres teil:
| 13 aus Europa     | Belarus              | Dänemark                             | Finnland   | Italien (Aufsteiger aus Division I) |
| 13 aus Europa     | Lettland (Gastgeber) | Norwegen (Aufsteiger aus Division I) | Russland   | Schweden                            |
| 13 aus Europa     | Schweiz              | Slowakei                             | Slowenien  | Tschechien (Titelverteidiger)       |
| 13 aus Europa     | Ukraine              |                                      |            |                                     |
| 2 aus Nordamerika | Kanada               | Kanada                               | USA        | USA                                 |
| 1 aus Asien       | Kasachstan           | Kasachstan                           | Kasachstan | Kasachstan                          |

#### Gruppeneinteilung
Die Gruppeneinteilung der Vorrunde wurde folgendermaßen festgelegt:
| Gruppe A (Arena Riga) | Gruppe B (Skonto Arena) | Gruppe C (Arena Riga) | Gruppe D (Skonto Arena) |
| Tschechien (3)        | Schweden (2)            | Slowakei (4)          | Kanada (1)              |
| Finnland (7)          | Schweiz (8)             | Russland (5)          | USA (6)                 |
| Lettland (9)          | Ukraine (11)            | Belarus (12)          | Dänemark (14)           |
| Slowenien (16)        | Italien (19)            | Kasachstan (15)       | Norwegen (18)           |

* In Klammern ist der jeweilige Weltranglistenplatz angegeben.

### Vorrunde

#### Gruppe A
| 5. Mai 2006 17:15 Uhr (Ortszeit) | Finnland T. Kallio (17:07) A. Miettinen (25:03) S. Bergenheim (37:44) T. Kallio (41:56) M. Lehtonen (53:16) | 5:3 (1:2, 2:1, 2:0) Spielbericht | Slowenien A. Kranjc (7:10) A. Kopitar (14:41) A. Kopitar (27:21) | Arena Riga, Riga Zuschauer: 5.386 |

| 5. Mai 2006 21:15 Uhr | Lettland A. Širokovs (6:22) | 1:1 (1:1, 0:0, 0:0) Spielbericht | Tschechien D. Výborný (19:32) | Arena Riga, Riga Zuschauer: 10.669 |

| 7. Mai 2006 16:15 Uhr | Tschechien T. Plekanec (1:09) J. Balaštík (3:04) M. Erat (10:35) Z. Michálek (13:23) Z. Michálek (24:28) | 5:4 (4:1, 1:2, 0:1) Spielbericht | Slowenien E. Murič (14:30) M. Sotlar (20:24) A. Kranjc (34:54) T. Razingar (59:59) | Arena Riga, Riga Zuschauer: 9.018 |

| 7. Mai 2006 20:15 Uhr | Finnland J. Viuhkola (24:32) T. Kallio (35:02) V. Peltonen (48:38) A.-P. Berg (51:51) J. Rita (55:10) | 5:0 (0:0, 2:0, 3:0) Spielbericht | Lettland | Arena Riga, Riga Zuschauer: 10.616 |

| 9. Mai 2006 16:15 Uhr | Slowenien M. Šivic (5:35) | 1:5 (1:0, 0:4, 0:1) Spielbericht | Lettland A. Semjonovs (24:15) M. Cipulis (28:20) A. Jerofejevs (29:51) L. Tambijevs (37:51) H. Vasiļjevs (50:06) | Arena Riga, Riga Zuschauer: 9.539 |

| 9. Mai 2006 20:15 Uhr | Tschechien M. Erat (2:28) J. Balaštík (2:52) J. Hlaváč (34:41) | 3:3 (2:1, 1:0, 0:2) Spielbericht | Finnland L. Kukkonen (8:19) A.-P. Berg (40:30) P. Nummelin (58:48) | Arena Riga, Riga Zuschauer: 6.758 |

| Pl. |            | Sp | S | U | N | Tore  | Punkte |
| --- | ---------- | -- | - | - | - | ----- | ------ |
| 1.  | Finnland   | 3  | 2 | 1 | 0 | 13:06 | 5:1    |
| 2.  | Tschechien | 3  | 1 | 2 | 0 | 09:08 | 4:2    |
| 3.  | Lettland   | 3  | 1 | 1 | 1 | 06:07 | 3:3    |
| 4.  | Slowenien  | 3  | 0 | 0 | 3 | 08:15 | 0:6    |

Abkürzungen: Pl. = Platz, Sp = Spiele, S = Siege, U = Unentschieden, N = Niederlagen

Erläuterungen: Zwischenrundenqualifikant, Abstiegsrundenqualifikant

#### Gruppe B
| 6. Mai 2006 16:15 Uhr | Schweiz I. Rüthemann (44:56) P. Della Rossa (52:31) M. Plüss (59:40) | 3:1 (0:0, 0:1, 3:0) Spielbericht | Italien A. Iob (30:18) | Skonto Arena, Riga Zuschauer: 4.450 |

| 6. Mai 2006 20:15 Uhr | Ukraine K. Kasjantschuk (19:16) A. Michnow (34:55) | 2:4 (1:1, 1:2, 0:1) Spielbericht | Schweden F. Emvall (17:55) F. Emvall (20:50) A. Karlsson (38:55) M. Hannula (46:38) | Skonto Arena, Riga Zuschauer: 3.492 |

| 8. Mai 2006 16:15 Uhr | Schweiz G. Bezina (9:57) A. Ambühl (18:06) | 2:1 (2:0, 0:1, 0:0) Spielbericht | Ukraine A. Michnow (33:54) | Skonto Arena, Riga Zuschauer: 4.609 |

| 8. Mai 2006 20:15 Uhr | Schweden A. Karlsson (14:02) J. Lundqvist (16:00) K. Jönsson (22:36) K. Jönsson (47:19) | 4:0 (2:0, 1:0, 1:0) Spielbericht | Italien | Skonto Arena, Riga Zuschauer: 3.586 |

| 10. Mai 2006 16:15 Uhr | Italien G. Busillo (32:25) C. Borgatello (55:38) | 2:4 (0:1, 1:1, 1:2) Spielbericht | Ukraine K. Kasjantschuk (14:54) R. Salnykow (21:08) J. Hunko (51:11) J. Djatschenko (57:56) | Skonto Arena, Riga Zuschauer: 2.174 |

| 10. Mai 2006 20:15 Uhr | Schweden H. Zetterberg (13:43) H. Zetterberg (44:11) J. Mattsson (44:37) A. Karlsson (51:16) | 4:4 (1:0, 0:1, 3:3) Spielbericht | Schweiz V. Wirz (23:19) R. Sannitz (45:02) I. Rüthemann (51:35) R. Sannitz (56:44) | Skonto Arena, Riga Zuschauer: 3.031 |

| Pl. |          | Sp | S | U | N | Tore  | Punkte |
| --- | -------- | -- | - | - | - | ----- | ------ |
| 1.  | Schweden | 3  | 2 | 1 | 0 | 12:06 | 5:1    |
| 2.  | Schweiz  | 3  | 2 | 1 | 0 | 09:06 | 5:1    |
| 3.  | Ukraine  | 3  | 1 | 0 | 2 | 07:08 | 2:4    |
| 4.  | Italien  | 3  | 0 | 0 | 3 | 03:11 | 0:6    |

Abkürzungen: Pl. = Platz, Sp = Spiele, S = Siege, U = Unentschieden, N = Niederlagen

Erläuterungen: Zwischenrundenqualifikant, Abstiegsrundenqualifikant

#### Gruppe C
| 6. Mai 2006 16:15 Uhr | Belarus D. Mjaleschka (34:18) A. Antonenka (39:27) | 2:1 (0:0, 2:1, 0:0) Spielbericht | Slowakei I. Čiernik (37:29) | Arena Riga, Riga Zuschauer: 6.960 |

| 6. Mai 2006 20:15 Uhr | Russland A. Owetschkin (1:36) D. Archipow (2:44) K. Gorowikow (10:44) D. Bykow (18:48) A. Owetschkin (24:13) J. Malkin (26:41) A. Owetschkin (29:39) A. Sjomin (32:24) A. Sjomin (44:38) A. Sjomin (53:52) | 10:1 (4:1, 4:0, 2:0) Spielbericht | Kasachstan J. Koreschkow (17:40) | Arena Riga, Riga Zuschauer: 7.190 |

| 8. Mai 2006 16:15 Uhr | Russland I. Jemelejew (10:57) D. Kuljasch (43:28) A. Charitonow (53:19) | 3:2 (1:0, 0:2, 2:0) Spielbericht | Belarus A. Antonenka (21:40) A. Makryzki (23:28) | Arena Riga, Riga Zuschauer: 7.945 |

| 8. Mai 2006 20:15 Uhr | Slowakei R. Kapuš (20:41) T. Surový (32:42) M. Bartovič (39:48) R. Pavlikovský (49:05) M. Kováčik (55:06) M. Jurčina (56:22) | 6:0 (0:0, 3:0, 3:0) Spielbericht | Kasachstan | Arena Riga, Riga Zuschauer: 6.788 |

| 10. Mai 2006 16:15 Uhr | Slowakei T. Surový (6:00) A. Kollár (9:03) I. Čiernik (36:45) | 3:4 (2:2, 1:1, 0:1) Spielbericht | Russland D. Kuljasch (3:56) J. Malkin (17:26) D. Saripow (27:23) A. Michnow (46:02) | Arena Riga, Riga Zuschauer: 7.467 |

| 10. Mai 2006 20:15 Uhr | Kasachstan A. Spiridonow (18:57) | 1:7 (1:1, 0:3, 0:3) Spielbericht | Belarus A. Kaszizyn (2:07) S. Sadseljonau (29:08) J. Tschuprys (34:28) M. Hrabouski (39:25) S. Sadseljonau (45:11) D. Dudsik (46:13) M. Hrabouski (48:42) | Arena Riga, Riga Zuschauer: 6.359 |

| Pl. |            | Sp | S | U | N | Tore  | Punkte |
| --- | ---------- | -- | - | - | - | ----- | ------ |
| 1.  | Russland   | 3  | 3 | 0 | 0 | 17:06 | 6:0    |
| 2.  | Belarus    | 3  | 2 | 0 | 1 | 11:05 | 4:2    |
| 3.  | Slowakei   | 3  | 1 | 0 | 2 | 10:06 | 2:4    |
| 4.  | Kasachstan | 3  | 0 | 0 | 3 | 02:23 | 0:6    |

Abkürzungen: Pl. = Platz, Sp = Spiele, S = Siege, U = Unentschieden, N = Niederlagen

Erläuterungen: Zwischenrundenqualifikant, Abstiegsrundenqualifikant

#### Gruppe D
| 5. Mai 2006 16:15 Uhr | USA D. Brown (21:21) D. Brown (45:42) D. Brown (55:46) | 3:1 (0:1, 1:0, 2:0) Spielbericht | Norwegen T. Jakobsen (13:32) | Skonto Arena, Riga Zuschauer: 4.300 |

| 5. Mai 2006 20:15 Uhr | Dänemark F. Nielsen (27:43) F. Nielsen (30:46) K. Staal (37:49) | 3:5 (0:3, 3:0, 0:2) Spielbericht | Kanada B. Boyes (5:01) S. Crosby (7:18) M. Comrie (13:41) S. Crosby (43:17) M. Richards (53:09) | Skonto Arena, Riga Zuschauer: 3.427 |

| 6. Mai 2006 16:15 Uhr | USA A. Alberts (20:33) Y. Stastny (26:32) R. Park (52:52) | 3:0 (0:0, 2:0, 1:0) Spielbericht | Dänemark | Skonto Arena, Riga Zuschauer: 3.886 |

| 7. Mai 2006 20:15 Uhr | Kanada P. Bergeron (8:09) B. Boyes (8:33) M. Comrie (13:35) S. Crosby (21:05) J. Williams (23:00) P. Bergeron (31:56) B. Shanahan (33:53) | 7:1 (3:0, 4:0, 0:1) Spielbericht | Norwegen P. Thoresen (47:42) | Skonto Arena, Riga Zuschauer: 3.983 |

| 9. Mai 2006 16:15 Uhr | Norwegen Mat. Trygg (16:36) M. Hansen (28:41) P.-Å. Skrøder (30:02) P. Thoresen (33:34) M. Holtet (41:08) T. Vikingstad (59:18) | 6:3 (1:2, 3:0, 2:1) Spielbericht | Dänemark M. Green (17:30) K. Staal (19:59) J. Hansen (43:43) | Skonto Arena, Riga Zuschauer: 3.885 |

| 9. Mai 2006 20:15 Uhr | Kanada S. Crosby (29:01) B. Shanahan (47:44) | 2:1 (0:1, 1:0, 1:0) Spielbericht | USA P. Kessel (13:53) | Skonto Arena, Riga Zuschauer: 4.553 |

| Pl. |          | Sp | S | U | N | Tore  | Punkte |
| --- | -------- | -- | - | - | - | ----- | ------ |
| 1.  | Kanada   | 3  | 3 | 0 | 0 | 14:05 | 6:0    |
| 2.  | USA      | 3  | 2 | 0 | 1 | 07:03 | 4:2    |
| 3.  | Norwegen | 3  | 1 | 0 | 2 | 08:13 | 2:4    |
| 4.  | Dänemark | 3  | 0 | 0 | 3 | 06:14 | 0:6    |

Abkürzungen: Pl. = Platz, Sp = Spiele, S = Siege, U = Unentschieden, N = Niederlagen

Erläuterungen: Zwischenrundenqualifikant, Abstiegsrundenqualifikant

### Zwischenrunde

#### Gruppe E
| 11. Mai 2006 20:15 Uhr (Ortszeit) | Kanada J. Williams (5:41) S. Crosby (8:49) B. Boyes (14:40) P. Bergeron (17:43) B. Shanahan (25:58) J. Carter (40:24) M. Pettinger (41:18) M. Richards (42:24) K. Calder (45:59) K. Calder (46:31) S. Hartnell (50:17) | 11:0 (4:0, 6:0, 1:0) Spielbericht | Lettland | Arena Riga, Riga Zuschauer: 8.389 |

| 12. Mai 2006 16:15 Uhr | Tschechien J. Hlaváč (27:21) J. Balaštík (38:31) P. Tenkrát (58:26) | 3:1 (0:1, 2:0, 1:0) Spielbericht | Norwegen M. Ask (12:21) | Arena Riga, Riga Zuschauer: 7.004 |

| 12. Mai 2006 20:15 Uhr | Finnland M. Koivu (11:13) S. Bergenheim (26:01) P. Nummelin (32:44) L. Kukkonen (54:27) | 4:0 (1:0, 2:0, 1:0) Spielbericht | USA | Arena Riga, Riga Zuschauer: 7.379 |

| 13. Mai 2006 20:15 Uhr | USA R. Malone (20:59) D. Brown (34:39) P. O’Sullivan (42:27) R. Suter (49:50) | 4:2 (0:0, 2:1, 2:1) Spielbericht | Lettland L. Dārziņš (22:12) A. Semjonovs (41:00) | Arena Riga, Riga Zuschauer: 9.083 |

| 14. Mai 2006 16:15 Uhr | Norwegen | 0:3 (0:1, 0:1, 0:1) Spielbericht | Finnland J. Hentunen (9:35) J. Jokinen (33:30) E. Pirnes (55:58) | Arena Riga, Riga Zuschauer: 7.345 |

| 14. Mai 2006 20:15 Uhr | Kanada S. Robidas (15:44) M. Richards (21:51) D. Hamhuis (31:26) S. Crosby (41:01) | 4:6 (1:3, 2:1, 1:2) Spielbericht | Tschechien P. Hubáček (6:34) D. Výborný (8:06) T. Plekanec (13:30) Z. Irgl (35:04) J. Balaštík (46:29) M. Erat (53:39) | Arena Riga, Riga Zuschauer: 7.474 |

| 15. Mai 2006 20:15 Uhr | Finnland M. Koivu (18:15) P. Nummelin (50:46) | 2:4 (1:2, 0:1, 1:1) Spielbericht | Kanada P. Bergeron (5:58) J. Carter (16:57) J. Carter (26:33) B. Boyes (51:36) | Arena Riga, Riga Zuschauer: 7.171 |

| 16. Mai 2006 15:15 Uhr | Tschechien Z. Michálek (27:25) | 1:3 (0:2, 1:0, 0:1) Spielbericht | USA R. Malone (13:03) M. Cullen (19:43) D. Brown (47:25) | Arena Riga, Riga Zuschauer: 7.441 |

| 16. Mai 2006 19:15 Uhr | Lettland A. Reķis (6:44) V. Bļinovs (8:34) L. Dārziņš (36:02) A. Semjonovs (53:16) | 4:2 (2:0, 1:1, 1:1) Spielbericht | Norwegen P.-Å. Skrøder (30:58) K. R. Nygård (59:34) | Arena Riga, Riga Zuschauer: 9.173 |

| Pl. |            | Sp | S | U | N | Tore  | Punkte |
| --- | ---------- | -- | - | - | - | ----- | ------ |
| 1.  | Kanada     | 5  | 4 | 0 | 1 | 28:10 | 08:02  |
| 2.  | Finnland   | 5  | 3 | 1 | 1 | 17:07 | 07:03  |
| 3.  | USA        | 5  | 3 | 0 | 2 | 11:10 | 06:04  |
| 4.  | Tschechien | 5  | 2 | 2 | 1 | 14:12 | 06:04  |
| 5.  | Lettland   | 5  | 1 | 1 | 3 | 07:23 | 03:07  |
| 6.  | Norwegen   | 5  | 0 | 0 | 5 | 05:20 | 00:10  |

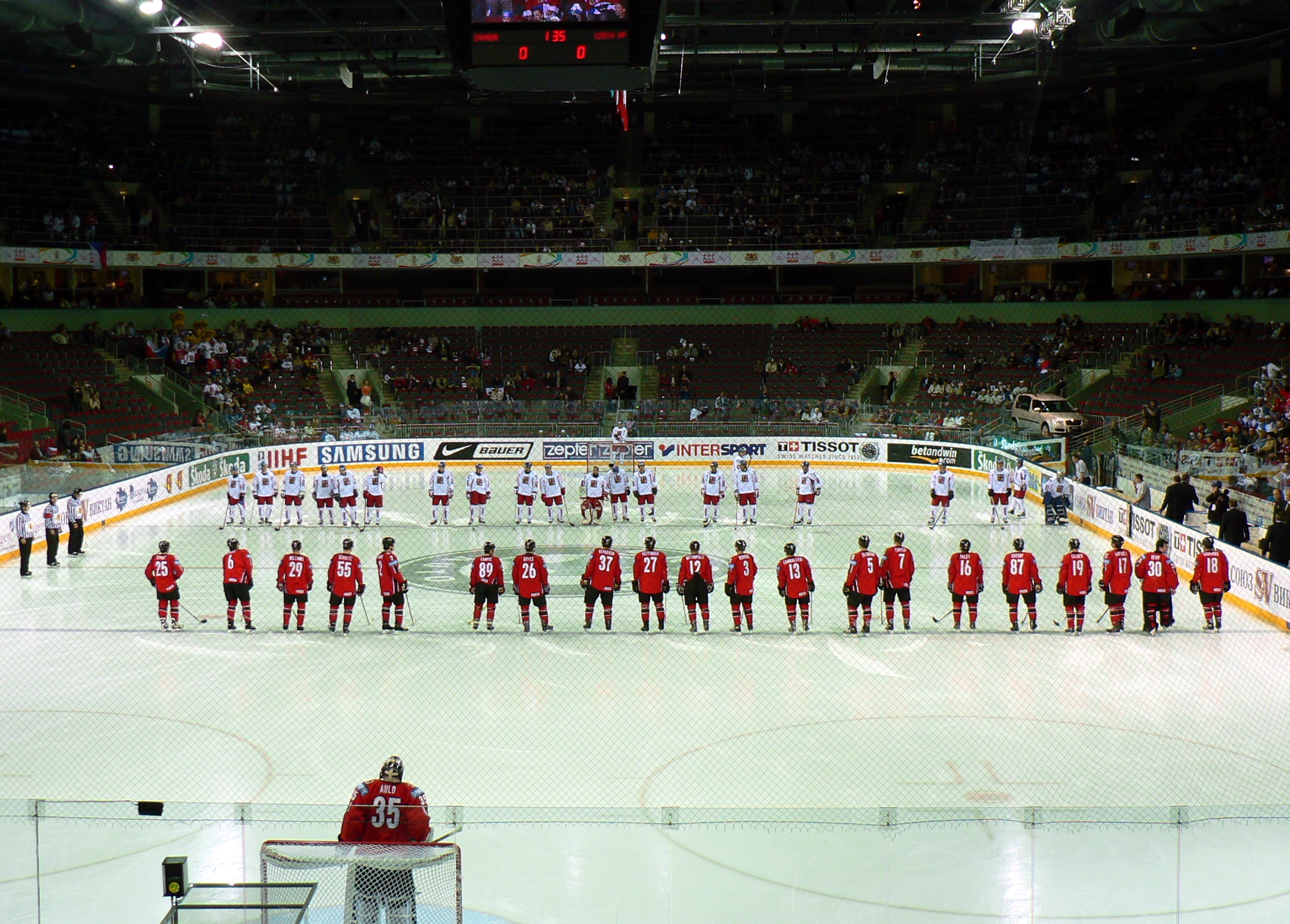
Aufstellung der Mannschaften von Kanada und Tschechien am 14. Mai

Abkürzungen: Pl. = Platz, Sp = Spiele, S = Siege, OTS = Siege nach Verlängerung (Overtime) oder Penaltyschießen, OTN = Niederlagen nach Verlängerung oder Penaltyschießen, N = Niederlagen

Erläuterungen: Viertelfinalqualifikant

#### Gruppe F
| 11. Mai 2006 16:15 Uhr | Russland M. Suschinski (16:06) M. Suschinski (41:03) A. Owetschkin (46:06) D. Kuljasch (48:19) S. Mosjakin (53:47) I. Grigorenko (57:03) | 6:0 (1:0, 0:0, 5:0) Spielbericht | Ukraine | Arena Riga, Riga Zuschauer: 6.963 |

| 12. Mai 2006 16:15 Uhr | Schweiz M. Reichert (49:50) S. Jeannin (58:04) | 2:2 (0:1, 0:1, 2:0) Spielbericht | Slowakei M. Cibák (14:18) D. Milo (31:33) | Skonto Arena, Riga Zuschauer: 2.325 |

| 12. Mai 2006 20:15 Uhr | Schweden M. Nylander (4:16) J. Nordquist (7:18) M. Johansson (16:40) P. Hållberg (18:58) | 4:1 (4:0, 0:0, 0:1) Spielbericht | Belarus S. Sadseljonau (49:14) | Skonto Arena, Riga Zuschauer: 2.209 |

| 13. Mai 2006 20:15 Uhr | Belarus M. Hrabouski (10:36) W. Kaszjutschonak (22:11) A. Antonenka (22:37) M. Hrabouski (35:47) D. Dudsik (45:06) A. Skabelka (46:17) U. Kopaz (56:40) M. Hrabouski (57:26) D. Dudsik (57:48) | 9:1 (1:0, 3:1, 5:0) Spielbericht | Ukraine J. Hunko (39:47) | Skonto Arena, Riga Zuschauer: 2.732 |

| 14. Mai 2006 16:15 Uhr | Russland D. Saripow (13:55) D. Archipow (22:26) D. Bykow (40:51) I. Nikulin (42:38) N. Kuljomin (57:25) J. Malkin (59:45) | 6:3 (1:0, 1:2, 4:1) Spielbericht | Schweiz T. Paterlini (22:36) B. Forster (32:33) G. Bezina (45:17) | Skonto Arena, Riga Zuschauer: 3.729 |

| 14. Mai 2006 20:15 Uhr | Slowakei Mari. Hossa (1:45) M. Cibák (8:57) R. Vydarený (21:57) Marc. Hossa (26:22) A. Kollár (46:33) | 5:2 (2:0, 2:2, 1:0) Spielbericht | Schweden M. Johansson (22:20) A. Karlsson (23:29) | Skonto Arena, Riga Zuschauer: 2.882 |

| 15. Mai 2006 20:15 Uhr | Schweden M. Samuelsson (7:33) M. Samuelsson (20:14) J. Jönsson (22:58) | 3:3 (1:2, 2:0, 0:1) Spielbericht | Russland A. Owetschkin (1:22) A. Michnow (11:28) A. Michnow (55:47) | Skonto Arena, Riga Zuschauer: 3.983 |

| 16. Mai 2006 15:15 Uhr | Schweiz M. Plüss (48:17) | 1:2 (0:1, 0:1, 1:0) Spielbericht | Belarus A. Skabelka (9:04) S. Sadseljonau (29:58) | Skonto Arena, Riga Zuschauer: 3.170 |

| 16. Mai 2006 19:15 Uhr | Ukraine | 0:8 (0:1, 0:4, 0:3) Spielbericht | Slowakei R. Kapuš (12:52) D. Milo (21:36) M. Štrbák (25:11) M. Kováčik (35:46) M. Bartovič (36:58) R. Kapuš (44:25) M. Hudec (49:19) M. Jurčina (58:25) | Skonto Arena, Riga Zuschauer: 2.982 |

| Pl. |          | Sp | S | U | N | Tore  | Punkte |
| --- | -------- | -- | - | - | - | ----- | ------ |
| 1.  | Russland | 5  | 4 | 1 | 0 | 22:11 | 09:01  |
| 2.  | Schweden | 5  | 2 | 2 | 1 | 17:15 | 06:04  |
| 3.  | Belarus  | 5  | 3 | 0 | 2 | 16:10 | 06:04  |
| 4.  | Slowakei | 5  | 2 | 1 | 2 | 19:10 | 05:05  |
| 5.  | Schweiz  | 5  | 1 | 2 | 2 | 10:13 | 04:06  |
| 6.  | Ukraine  | 5  | 0 | 0 | 5 | 04:29 | 00:10  |

Abkürzungen: Pl. = Platz, Sp = Spiele, S = Siege, OTS = Siege nach Verlängerung (Overtime) oder Penaltyschießen, OTN = Niederlagen nach Verlängerung oder Penaltyschießen, N = Niederlagen

Erläuterungen: Viertelfinalqualifikant

### Abstiegsrunde

#### Gruppe G
| 12. Mai 2006 12:15 Uhr (Ortszeit) | Slowenien T. Razingar (24:50) A. Kranjc (40:23) M. Sotlar (57:59) | 3:3 (0:2, 1:1, 2:0) Spielbericht | Dänemark M. Dahlmann (1:38) K. Staal (8:43) K. Staal (25:12) | Arena Riga, Riga Zuschauer: 7.666 |

| 12. Mai 2006 12:15 Uhr | Italien G. Busillo (5:30) G. Busillo (44:55) A. Helfer (50:16) | 3:2 (1:0, 0:2, 2:0) Spielbericht | Kasachstan A. Samochwalow (28:24) T. Schailauow (33:35) | Skonto Arena, Riga Zuschauer: 3.193 |

| 13. Mai 2006 16:15 Uhr | Kasachstan R. Startschenko (6:09) A. Ptscheljakow (7:48) A. Litwinenko (27:10) R. Startschenko (29:56) W. Krasnoslobodzew (32:11) | 5:0 (2:0, 3:0, 0:0) Spielbericht | Slowenien | Arena Riga, Riga Zuschauer: 7.563 |

| 13. Mai 2006 16:15 Uhr | Italien | 0:5 (0:1, 0:1, 0:3) Spielbericht | Dänemark M. Bødker (4:16) K. Staal (37:19) F. Nielsen (49:46) F. Nielsen (55:23) J. Damgaard (59:50) | Skonto Arena, Riga Zuschauer: 2.640 |

| 15. Mai 2006 16:15 Uhr | Slowenien A. Kranjc (5:01) A. Kopitar (22:03) D. Kontrec (25:25) | 3:3 (1:0, 2:1, 0:2) Spielbericht | Italien L. Ansoldi (27:26) L. Ansoldi (44:35) M. Strazzabosco (58:21) | Arena Riga, Riga Zuschauer: 6.574 |

| 15. Mai 2006 16:15 Uhr | Dänemark C. Kjærgaard (13:27) J. Hansen (34:17) J. Damgaard (57:26) | 3:2 (1:0, 1:1, 1:1) Spielbericht | Kasachstan J. Pupkow (36:46) A. Argokow (59:40) | Skonto Arena, Riga Zuschauer: 2.903 |

| Pl. |            | Sp | S | U | N | Tore  | Punkte |
| --- | ---------- | -- | - | - | - | ----- | ------ |
| 1.  | Dänemark   | 3  | 2 | 1 | 0 | 11:05 | 5:1    |
| 2.  | Italien    | 3  | 1 | 1 | 1 | 06:10 | 3:3    |
| 3.  | Kasachstan | 3  | 1 | 0 | 2 | 09:06 | 2:4    |
| 4.  | Slowenien  | 3  | 0 | 2 | 1 | 06:11 | 2:4    |

Abkürzungen: Pl. = Platz, Sp = Spiele, S = Siege, U = Unentschieden, N = Niederlagen

Erläuterungen: Absteiger in die Division I

### Finalrunde
|  | Viertelfinale | Viertelfinale | Viertelfinale |    |            | Halbfinale | Halbfinale       | Halbfinale |   |  | Finale | Finale | Finale |
|  |               |               |               |    |            |            |                  |            |   |  |        |        |        |
|  | E1            | Kanada        | 4             |    |            |            |                  |            |   |  |        |        |        |
|  | F4            | Slowakei      | 1             |    |            |            |                  |            |   |  |        |        |        |
|  | F4            | Slowakei      | 1             | E1 | Kanada     | 4          |                  |            |   |  |        |        |        |
|  |               |               |               | E1 | Kanada     | 4          |                  |            |   |  |        |        |        |
|  |               | F2            | Schweden      | 5  |            |            |                  |            |   |  |        |        |        |
|  | F2            | F2            | Schweden      | 5  | Schweden   | 6          |                  |            |   |  |        |        |        |
|  | F2            |               |               |    | Schweden   | 6          |                  |            |   |  |        |        |        |
|  | E3            | USA           | 0             |    |            |            |                  |            |   |  |        |        |        |
|  | E3            | USA           | 0             | F2 | Schweden   | 4          |                  |            |   |  |        |        |        |
|  |               |               |               |    | Schweden   | 4          |                  |            |   |  |        |        |        |
|  |               | E4            | Tschechien    | 0  |            |            |                  |            |   |  |        |        |        |
|  | F1            | E4            | Tschechien    | 0  | Russland   | 3          |                  |            |   |  |        |        |        |
|  | F1            |               |               |    | Russland   | 3          |                  |            |   |  |        |        |        |
|  | E4            | Tschechien    | 4             |    |            |            |                  |            |   |  |        |        |        |
|  | E4            | Tschechien    | 4             | E4 | Tschechien | 3          |                  |            |   |  |        |        |        |
|  |               |               |               | E4 | Tschechien | 3          | Spiel um Platz 3 |            |   |  |        |        |        |
|  |               | E2            | Finnland      | 1  |            |            |                  |            |   |  |        |        |        |
|  | E2            | E2            | Finnland      | 1  | Finnland   | 3          | E1               | Kanada     | 0 |  |        |        |        |
|  | E2            |               |               |    | Finnland   | 3          | E1               | Kanada     | 0 |  |        |        |        |
|  | F3            | Belarus       | 0             |    | E2         | Finnland   | 5                |            |   |  |        |        |        |

#### Viertelfinale
| 17. Mai 2006 15:15 Uhr (Ortszeit) | Schweden M. Hannula (2:48) M. Hannula (15:40) M. Samuelsson (25:51) K. Jönsson (35:34) M. Hannula (48:41) A. Karlsson (58:36) | 6:0 (2:0, 2:0, 2:0) Spielbericht | USA | Arena Riga, Riga Zuschauer: 2.800 |

| 17. Mai 2006 19:15 Uhr | Kanada M. Cammalleri (34:35) P. Bergeron (52:53) S. Crosby (54:23) J. Carter (54:32) | 4:1 (0:1, 1:0, 3:0) Spielbericht | Slowakei D. Milo (17:36) | Arena Riga, Riga Zuschauer: 7.129 |

| 18. Mai 2006 16:15 Uhr | Russland A. Owetschkin (2:30) S. Mosjakin (45:10) A. Michnow (58:55) | 3:4 n. V. (1:0, 0:1, 2:2, 0:1) Spielbericht | Tschechien T. Kaberle (25:45) J. Hlinka (43:39) P. Štefan (47:06) Z. Irgl (67:58) | Arena Riga, Riga Zuschauer: 8.082 |

| 18. Mai 2006 20:15 Uhr | Finnland R. Hahl (9:24) V. Peltonen (43:58) O. Jokinen (54:48) | 3:0 (1:0, 0:0, 2:0) Spielbericht | Belarus | Arena Riga, Riga Zuschauer: 7.164 |

#### Halbfinale
| 20. Mai 2006 16:15 Uhr | Finnland R. Hahl (8:03) | 1:3 (1:0, 0:1, 0:2) Spielbericht | Tschechien T. Plekanec (28:26) D. Výborný (56:17) J. Hlinka (59:14) | Arena Riga, Riga Zuschauer: k. A. |

| 20. Mai 2006 20:15 Uhr | Kanada K. Calder (8:11) M. Comrie (16:38) S. Crosby (39:25) P. Bergeron (43:38) | 4:5 (2:3, 1:2, 1:0) Spielbericht | Schweden N. Kronwall (1:27) J. Jönsson (4:11) T. Mårtensson (11:52) M. Samuelsson (21:33) J. Nordquist (22:41) | Arena Riga, Riga Zuschauer: 8.845 |

#### Spiel um Platz 3
| 21. Mai 2006 16:15 Uhr | Kanada | 0:5 (0:1, 0:2, 0:2) Spielbericht | Finnland T. Kallio (4:06) O. Jokinen (25:20) R. Hahl (36:18) A. Miettinen (42:55) J. Jokinen (53:56) | Arena Riga, Riga Zuschauer: 9.365 |

#### Finale
| 21. Mai 2006 20:15 Uhr | Schweden J. Mattson (14:36) F. Emvall (15:13) N. Kronwall (24:07) J. Jönsson (37:01) | 4:0 (2:0, 2:0, 0:0) Spielbericht | Tschechien | Arena Riga, Riga Zuschauer: 11.000 |

### Statistik

#### Beste Scorer
Abkürzungen: Sp = Spiele, T = Tore, V = Assists, Pkt = Punkte, +/− = Plus/Minus, SM = Strafminuten; Fett: Turnierbestwert
| Spieler              | Team      | Sp | T | V  | Pkt | +/− | SM |
| -------------------- | --------- | -- | - | -- | --- | --- | -- |
| Sidney Crosby        | Kanada    | 9  | 8 | 8  | 16  | +7  | 10 |
| Patrice Bergeron     | Kanada    | 9  | 6 | 8  | 14  | +5  | 2  |
| Petteri Nummelin     | Finnland  | 9  | 3 | 11 | 14  | −1  | 2  |
| Niklas Kronwall      | Schweden  | 8  | 2 | 8  | 10  | +3  | 10 |
| Alexander Owetschkin | Russland  | 7  | 6 | 3  | 9   | +6  | 6  |
| Michail Hrabouski    | Belarus   | 7  | 5 | 4  | 9   | +2  | 2  |
| Andreas Karlsson     | Schweden  | 9  | 5 | 4  | 9   | ±0  | 6  |
| Mikael Samuelsson    | Schweden  | 8  | 4 | 5  | 9   | +7  | 4  |
| Anže Kopitar         | Slowenien | 6  | 3 | 6  | 9   | −2  | 2  |
| Jewgeni Malkin       | Russland  | 7  | 3 | 6  | 9   | +7  | 6  |

#### Beste Torhüter
Abkürzungen: Sp = Spiele, Min = Eiszeit (in Minuten), SaT = Schüsse aufs Tor, GT = Gegentore, Sv% = gehaltene Schüsse (in %), GTS = Gegentorschnitt, SO = Shutouts; Fett: Turnierbestwert
Erfasst werden nur Torhüter, die mindestens 40 % der Gesamtspielzeit eines Teams absolviert haben. Sortiert nach Fangquote (Sv%).
| Spieler         | Team     | Sp | Min    | SaT | GT | SO | Sv%   | GTS  |
| --------------- | -------- | -- | ------ | --- | -- | -- | ----- | ---- |
| Fredrik Norrena | Finnland | 6  | 325:43 | 122 | 6  | 3  | 95,08 | 1,11 |
| Andrej Mesin    | Belarus  | 7  | 417:01 | 239 | 14 | 0  | 94,14 | 2,01 |
| Karol Križan    | Slowakei | 7  | 379:41 | 142 | 12 | 3  | 91,55 | 1,90 |
| Sergei Swjagin  | Russland | 5  | 278:32 | 105 | 9  | 1  | 91,43 | 1,94 |
| Marc Denis      | Kanada   | 5  | 262:41 | 123 | 11 | 1  | 91,06 | 2,51 |

### Abschlussplatzierungen
Die Platzierungen ergaben sich nach folgenden Kriterien:
- Plätze 1 bis 4: Ergebnisse im Finale sowie im Spiel um Platz 3
- Plätze 5 bis 8 (Verlierer der Viertelfinalpartien): nach Platzierung – dann Punkten, dann Tordifferenz – in der Zwischenrunde
- Plätze 9 bis 12 (5./6. in der Zwischenrunde): nach Platzierung – dann Punkten, dann Tordifferenz – in der Zwischenrunde
- Plätze 13 bis 16 (Abstiegsrunde): nach Platzierung in der Abstiegsrunde

| Pl. | Team       |
| --- | ---------- |
| 1   | Schweden   |
| 2   | Tschechien |
| 3   | Finnland   |
| 4   | Kanada     |
| 5   | Russland   |
| 6   | Belarus    |
| 7   | USA        |
| 8   | Slowakei   |
| 9   | Schweiz    |
| 10  | Lettland   |
| 11  | Norwegen   |
| 12  | Ukraine    |
| 13  | Dänemark   |
| 14  | Italien    |
| 15  | Kasachstan |
| 16  | Slowenien  |

### Titel, Auf- und Abstieg
| Weltmeister Schweden | Daniel Henriksson, Johan Holmqvist, Stefan Liv – Per Hållberg, Andreas Holmqvist, Magnus Johansson, Kenny Jönsson, Niklas Kronwall, Ronnie Sundin, Mattias Timander – Nicklas Bäckström, Fredrik Emvall, Johan Franzén, Mika Hannula, Mathias Johansson, Jörgen Jönsson, Andreas Karlsson, Joel Lundqvist, Tony Mårtensson, Jesper Mattson, Björn Melin, Jonas Nordquist, Michael Nylander, Mikael Samuelsson, Henrik Zetterberg Trainerstab: Bengt-Åke Gustafsson, Janne Karlsson, Tommy Samuelsson |
| Silber Tschechien    | Milan Hnilička, Tomáš Pöpperle, Adam Svoboda – Jan Hejda, Tomáš Kaberle, Lukáš Krajíček, Zdeněk Kutlák, Zbyněk Michálek, Martin Richter, Martin Škoula – Jaroslav Balaštík, Jaroslav Bednář, Jan Bulis, Martin Erat, Jan Hlaváč, Jaroslav Hlinka, Petr Hubáček, Zbyněk Irgl, Tomáš Plekanec, Ivo Prorok, Tomáš Rolinek, Patrik Štefan, Petr Tenkrát, David Výborný Trainerstab: Alois Hadamczik, Josef Paleček, František Musil                                                                      |
| Bronze Finnland      | Niklas Bäckström, Antero Niittymäki, Fredrik Norrena – Aki-Petteri Berg, Lasse Kukkonen, Mikko Lehtonen, Mikko Luoma, Tuukka Mäntylä, Petteri Nummelin, Pekka Saravo – Sean Bergenheim, Riku Hahl, Jukka Hentunen, Jussi Jokinen, Olli Jokinen, Tomi Kallio, Mikko Koivu, Antti Miettinen, Ville Peltonen, Esa Pirnes, Jani Rita, Jarkko Ruutu, Tuomo Ruutu, Tommi Santala, Jari Viuhkola Trainerstab: Erkka Westerlund, Hannu Virta, Risto Dufva                                                    |

| Absteiger in die Division I:    | Kasachstan, Slowenien   |
| Aufsteiger in die Top-Division: | Deutschland, Österreich |

### Auszeichnungen
Spielertrophäen
| Auszeichnung         | Spieler         | Team     |
| Wertvollster Spieler | Niklas Kronwall | Schweden |
| Bester Torhüter      | Johan Holmqvist | Schweden |
| Bester Verteidiger   | Niklas Kronwall | Schweden |
| Bester Stürmer       | Sidney Crosby   | Kanada   |

All-Star-Team
| Angriff:      | Alexander Owetschkin – Sidney Crosby – David Výborný |
| Verteidigung: | Petteri Nummelin – Niklas Kronwall                   |
| Tor:          | Andrej Mesin                                         |

### Besondere Vorkommnisse
Beim Zwischenrundenspiel zwischen Kanada und Lettland kam es zu einigen unschönen Szenen durch die lettischen Fans.
Das Publikum fühlte sich von Schiedsrichter Rick Looker im ersten Drittel benachteiligt, da dieser viele Strafenzeiten gegen die lettische Mannschaft aussprach, die von den Kanadiern auch genutzt werden konnten. Das Publikum war so wütend, dass es gegen Ende des ersten Drittels begann, Gegenstände auf das Eis zu werfen. Auch Hartgeld wurde auf das Eis geworfen, welches schwer zu entfernen ist. Der kurioseste Gegenstand war ein Turnschuh. Looker zog die erste Drittelpause vor, damit sich das Publikum wieder beruhigen und das Eis gereinigt werden konnte. So wurde nach der Pause der Rest des ersten Drittels nachgespielt und das zweite Drittel konnte ohne weitere Vorkommnisse gespielt werden.
Im dritten Drittel wurden nach einer erneuten Strafzeit wieder Gegenstände auf das Eis geworfen. Looker schickte die Spieler erneut vom Eis. Um die Situation zu beruhigen, sprach der lettische Spieler Jānis Sprukts über die Stadionlautsprecher zum Publikum. Er bat die Fans darum, das Spiel nicht weiter zu stören, damit es normal beendet werden könne. Danach kamen die Spieler wieder aufs Eis und das Spiel konnte ohne weitere Störung durch das Publikum beendet werden. Das Spiel endete mit 11:0 für Kanada (Kanada verwertete 9 von 10 Powerplaysituationen).

## Division I

### Gruppe A in Amiens, Frankreich
Das Turnier der Gruppe A wurde vom 24. bis 30. April 2006 im französischen Amiens ausgetragen. Die Spiele fanden im 2.882 Zuschauer fassenden Coliséum statt. Insgesamt besuchten 29.903 Zuschauer die 15 Turnierspiele, was einem Schnitt von 1.993 pro Partie entspricht.
| 24. April 2006 13:00 Uhr (Ortszeit) | Israel O. Eizenman (42:44) A. Eizenman (43:04) | 2:11 (0:6, 0:3, 2:2) Spielbericht | Deutschland S. Goc (1:04) T. Boos (4:20) A. Bader (5:13) C. Gawlik (7:48) C. Gawlik (11:02) D. Kreutzer (14:21) A. Bader (23:03) A. Barta (24:16) M. Sturm (36:30) M. Sturm (50:24) P. Fical (51:23) | Coliséum, Amiens Zuschauer: 1.748 |

| 24. April 2006 16:30 Uhr | Großbritannien M. Myers (22:45) J. Phillips (56:50) C. Shields (57:26) | 3:4 (0:1, 1:1, 2:2) Spielbericht | Ungarn T. Gröschl (9:47) C. Kovács (28:38) G. Ocskay (44:44) M. Vas (46:33) | Coliséum, Amiens Zuschauer: 1.373 |

| 24. April 2006 20:00 Uhr | Japan Te. Saitō (24:16) | 1:4 (0:2, 1:2, 0:0) Spielbericht | Frankreich L. Meunier (14:52) F. Rozenthal (18:08) B. Amar (25:20) J. Desrosiers (36:24) | Coliséum, Amiens Zuschauer: 2.600 |

| 25. April 2006 16:30 Uhr | Deutschland A. Renz (8:55) M. Sturm (35:29) S. Ustorf (43:18) S. Goc (50:35) | 4:0 (1:0, 1:0, 2:0) Spielbericht | Japan | Coliséum, Amiens Zuschauer: 1.221 |

| 26. April 2006 16:30 Uhr | Frankreich F. Rozenthal (45:07) | 1:0 (0:0, 0:0, 1:0) Spielbericht | Großbritannien | Coliséum, Amiens Zuschauer: 2.696 |

| 26. April 2006 20:00 Uhr | Ungarn M. Vas (5:12) C. Kovács (6:40) M. Vas (13:43) M. Vas (25:11) I. Peterdi (27:35) V. Szélig (34:54) K. Palkovics (52:33) T. Gröschl (55:39) | 8:0 (3:0, 3:0, 2:0) Spielbericht | Israel | Coliséum, Amiens Zuschauer: 883 |

| 27. April 2006 13:00 Uhr | Israel A. Eizenman (23:04) | 1:7 (0:1, 1:3, 0:3) Spielbericht | Japan Ta. Saitō (17:48) T. Suzuki (21:15) C. Yule (22:13) M. Nishiwaki (22:26) A. Keller (53:23) T. Suzuki (54:56) H. Ōsawa (56:48) | Coliséum, Amiens Zuschauer: 1.262 |

| 27. April 2006 16:30 Uhr | Deutschland S. Goc (2:04) P. Gogulla (9:07) S. Goc (11:46) D. Kreutzer (18:55) C. Gawlik (38:54) C. Ullmann (40:51) F. Schütz (46:36) F. Schütz (52:52) | 8:0 (4:0, 1:0, 3:0) Spielbericht | Großbritannien | Coliséum, Amiens Zuschauer: 2.012 |

| 27. April 2006 20:00 Uhr | Frankreich F. Rozenthal (12:10) K. Hecquefeuille (22:41) S. Barin (29:40) | 3:3 (1:1, 2:1, 0:1) Spielbericht | Ungarn G. Ocskay (18:53) B. Ladányi (20:55) K. Palkovics (52:18) | Coliséum, Amiens Zuschauer: 3.020 |

| 29. April 2006 13:00 Uhr | Japan Y. Kon (2:48) M. Satō (23:03) T. Uchiyama (53:59) Y. Kon (59:58) | 4:2 (1:2, 1:0, 2:0) Spielbericht | Großbritannien G. Owen (1:43) M. Ellis (19:17) | Coliséum, Amiens Zuschauer: 1.482 |

| 29. April 2006 16:30 Uhr | Frankreich O. Coqueux (3:45) K. Hecquefeuille (11:34) O. Coqueux (18:32) L. Meunier (33:18) A. Mortas (35:39) K. Hecquefeuille (43:27) L. Tardif (44:03) M. Rozenthal (50:24) L. Meunier (57:10) | 9:0 (3:0, 2:0, 4:0) Spielbericht | Israel | Coliséum, Amiens Zuschauer: 3.048 |

| 29. April 2006 20:00 Uhr | Ungarn C. Jánosi (8:07) T. Gröschl (35:46) | 2:6 (1:0, 1:2, 0:4) Spielbericht | Deutschland A. Barta (30:54) T. Boos (38:05) S. Felski (45:11) Y. Seidenberg (49:21) Y. Seidenberg (54:13) M. Ančička (54:47) | Coliséum, Amiens Zuschauer: 2.648 |

| 30. April 2006 13:00 Uhr | Großbritannien M. Myers (6:52) M. Myers (14:48) M. Ellis (25:04) C. Shields (27:16) C. Shields (30:27) G. Owen (32:28) M. Myers (41:32) C. Shields (42:04) R. Cowley (48:17) P. Moran (51:19) D. Clarke (52:58) M. Myers (59:24) | 12:0 (2:0, 4:0, 6:0) Spielbericht | Israel | Coliséum, Amiens Zuschauer: 1.370 |

| 30. April 2006 16:30 Uhr | Ungarn C. Kovacs (5:10) K. Palkovics (27:12) M. Vas (54:21) | 3:6 (1:1, 1:3, 1:2) Spielbericht | Japan H. Ueno (9:30) M. Ogawa (30:39) D. Obara (34:22) Ta. Saitō (39:17) C. Yule (44:28) M. Satō (48:41) | Coliséum, Amiens Zuschauer: 1.340 |

| 30. April 2006 20:00 Uhr | Deutschland S. Goc (9:37) S. Goc (11:42) M. Ančička (27:13) A. Barta (33:21) M. Sturm (36:42) | 5:0 (2:0, 3:0, 0:0) Spielbericht | Frankreich | Coliséum, Amiens Zuschauer: 3.200 |

| Pl. |                | Sp | S | U | N | Tore  | Punkte |
| 1.  | Deutschland    | 5  | 5 | 0 | 0 | 34:04 | 10:0   |
| 2.  | Frankreich     | 5  | 3 | 1 | 1 | 17:09 | 07:03  |
| 3.  | Japan          | 5  | 3 | 0 | 2 | 18:14 | 06:04  |
| 4.  | Ungarn         | 5  | 2 | 1 | 2 | 20:18 | 05:05  |
| 5.  | Großbritannien | 5  | 1 | 0 | 4 | 17:17 | 02:08  |
| 6.  | Israel         | 5  | 0 | 0 | 5 | 03:47 | 00:10  |

Abkürzungen: Pl. = Platz, Sp = Spiele, S = Siege, U = Unentschieden, N = Niederlagen

Erläuterungen: Aufsteiger in die Top-Division, Absteiger in die Division II

#### Division-I-Siegermannschaft
| Division-I-Aufsteiger Deutschland | Martin Ančička, Anton Bader, Michael Bakos, Alexander Barta, Tino Boos, Florian Busch, Sven Felski, Petr Fical, Christoph Gawlik, Sascha Goc, Philip Gogulla, Thomas Greiss, Frank Hördler, Daniel Kreutzer, Robert Müller, Andreas Renz, Felix Schütz, Yannic Seidenberg, Marco Sturm, Alexander Sulzer, Christoph Ullmann, Stefan Ustorf Trainer: Uwe Krupp |

### Gruppe B in Tallinn, Estland
Das Turnier der Gruppe B wurde vom 23. bis 29. April 2006 in der estnischen Hauptstadt Tallinn ausgetragen. Die Spiele fanden in der 10.000 Zuschauer fassenden Saku Suurhall statt. Insgesamt besuchten 16.606 Zuschauer die 15 Turnierspiele, was einem Schnitt von 1.107 pro Partie entspricht.
| 23. April 2006 13:00 Uhr (Ortszeit) | Litauen D. Lelėnas (3:24) D. Vaiciukevičius (10:29) E. Bauba (55:39) | 3:3 (2:0, 0:1, 1:2) Spielbericht | Niederlande S. de Wit (34:09) L. Polet (58:44) T. Hartogs (59:32) | Saku Suurhall, Tallinn Zuschauer: 250 |

| 23. April 2006 16:30 Uhr | Estland M. Kozlov (22:25) | 1:3 (0:2, 1:1, 0:0) Spielbericht | Polen M. Czerkawski (1:57) M. Kolusz (17:55) M. Garbocz (39:59) | Saku Suurhall, Tallinn Zuschauer: 1.049 |

| 23. April 2006 20:00 Uhr | Kroatien | 0:6 (0:1, 0:4, 0:1) Spielbericht | Österreich D. Welser (0:56) M. Trattnig (21:33) T. Koch (33:11) T. Koch (33:15) M. Szücs (35:15) M. Peintner (56:57) | Saku Suurhall, Tallinn Zuschauer: 312 |

| 24. April 2006 13:00 Uhr | Polen J. Różański (12:36) | 1:2 (1:0, 0:0, 0:2) Spielbericht | Litauen D. Pliskauskas (45:19) A. Katulis (51:24) | Saku Suurhall, Tallinn Zuschauer: 242 |

| 24. April 2006 16:30 Uhr | Niederlande B. Teunissen (19:42) B. Teunissen (25:40) K. Hoogsteen (34:28) M. Kars (48:01) L. Polet (59:49) | 5:1 (1:0, 2:0, 2:1) Spielbericht | Kroatien K. Švigir (47:08) | Saku Suurhall, Tallinn Zuschauer: 277 |

| 24. April 2006 20:00 Uhr | Österreich S. Selsmer (23:59) M. Stewart (39:54) S. Selsmer (59:44) | 3:1 (0:1, 2:0, 1:0) Spielbericht | Estland R. Potsinok (15:26) | Saku Suurhall, Tallinn Zuschauer: 2.500 |

| 26. April 2006 13:00 Uhr | Österreich R. Kaspitz (19:32) J. Rebek (28:35) M. Trattnig (35:28) D. Welser (45:14) T. Koch (59:18) | 5:3 (1:1, 2:2, 2:0) Spielbericht | Litauen A. Katulis (16:04) D. Lelėnas (22:03) D. Pliskauskas (31:57) | Saku Suurhall, Tallinn Zuschauer: 224 |

| 26. April 2006 16:30 Uhr | Polen M. Garbocz (8:04) P. Sarnik (17:23) M. Czerkawski (20:42) G. Piekarski (50:58) M. Czerkawski (51:59) | 5:1 (2:0, 1:0, 2:1) Spielbericht | Niederlande T. Hartogs (50:16) | Saku Suurhall, Tallinn Zuschauer: 202 |

| 26. April 2006 20:00 Uhr | Kroatien M. Mlađenović (4:53) S. Belić (9:17) D. Plahutar (25:28) I. Glavota (29:05) V. Chovanec (50:08) I. Jačmenjak (59:29) | 6:8 (2:3, 2:4, 2:1) Spielbericht | Estland V. Titarenko (1:14) A. Petrov (5:22) V. Titarenko (8:08) R. Palu (21:14) M. Kozlov (21:53) E. Valiullin (22:51) V. Titarenko (31:31) E. Valiullin (49:09) | Saku Suurhall, Tallinn Zuschauer: 3.000 |

| 28. April 2006 13:00 Uhr | Polen A. Borzęcki (19:58) M. Kolusz (23:13) L. Laszkiewicz (31:19) P. Sarnik (46:16) M. Garbocz (47:53) M. Łopuski (54:41) P. Sarnik (59:42) | 7:1 (1:0, 2:1, 4:0) Spielbericht | Kroatien T. Grozaj (33:21) | Saku Suurhall, Tallinn Zuschauer: 350 |

| 28. April 2006 16:30 Uhr | Niederlande S. de Wit (5:33) D. Livingston (39:14) | 2:8 (1:2, 1:3, 0:3) Spielbericht | Österreich M. Pewal (2:27) J. Reichel (3:20) M. Szücs (22:27) S. Selmser (34:38) M. Trattnig (35:44) O. Setzinger (48:17) P. Lakos (56:05) M. Trattnig (56:17) | Saku Suurhall, Tallinn Zuschauer: 493 |

| 28. April 2006 20:00 Uhr | Estland E. Valiullin (25:44) R. Palu (45:24) | 2:7 (0:4, 1:2, 1:1) Spielbericht | Litauen D. Bauba (5:43) D. Lelėnas (8:22) D. Pliskauskas (13:27) D. Pliskauskas (18:20) D. Kulevičius (35:28) D. Lelėnas (36:00) M. Šlikas (52:27) | Saku Suurhall, Tallinn Zuschauer: 2.500 |

| 29. April 2006 13:00 Uhr | Österreich T. Koch (1:54) J. Rebek (7:20) A. Lakos (8:54) D. Welser (54:56) T. Koch (58:51) | 5:3 (3:1, 0:1, 2:1) Spielbericht | Polen A. Bagiński (8:10) S. Gonera (22:07) G. Piekarski (58:09) | Saku Suurhall, Tallinn Zuschauer: 1.100 |

| 29. April 2006 16:30 Uhr | Litauen Š. Kuliešius (5:38) D. Bernatavičius (7:00) D. Pliskauskas (9:27) D. Lelėnas (14:57) A. Katulis (16:18) Š. Kuliešius (28:33) D. Lelėnas (42:20) D. Lelėnas (56:08) D. Bernatavičius (59:44) | 9:3 (5:2, 1:0, 3:1) Spielbericht | Kroatien T. Grozaj (1:12) V. Žibret (13:13) J. Kučera (47:49) | Saku Suurhall, Tallinn Zuschauer: 300 |

| 29. April 2006 20:00 Uhr | Niederlande D. Livingston (53:22) C. van Schagen (54:57) | 2:7 (0:2, 0:1, 2:4) Spielbericht | Estland E. Valiullin (11:02) M. Ivanov (13:47) M. Kozlov (35:51) A. Petrov (40:28) D. Raskidajev (52:37) A. Makrov (56:51) M. Ivanov (58:48) | Saku Suurhall, Tallinn Zuschauer: 3.807 |

| Pl. |             | Sp | S | U | N | Tore  | Punkte |
| 1.  | Österreich  | 5  | 5 | 0 | 0 | 27:09 | 10:0   |
| 2.  | Litauen     | 5  | 3 | 1 | 1 | 24:14 | 07:03  |
| 3.  | Polen       | 5  | 3 | 0 | 2 | 19:10 | 06:04  |
| 4.  | Estland     | 5  | 2 | 0 | 3 | 19:21 | 04:06  |
| 5.  | Niederlande | 5  | 1 | 1 | 3 | 13:24 | 03:07  |
| 6.  | Kroatien    | 5  | 0 | 0 | 5 | 11:35 | 00:10  |

Abkürzungen: Pl. = Platz, Sp = Spiele, S = Siege, U = Unentschieden, N = Niederlagen

Erläuterungen: Aufsteiger in die Top-Division, Absteiger in die Division II

#### Division-I-Siegermannschaft
| Division-I-Aufsteiger Österreich | Reinhard Divis, Philippe Horsky, Dieter Kalt, Roland Kaspitz, Thomas Koch, André Lakos, Philippe Lakos, Robert Lukas, Markus Peintner, Marco Pewal, Thomas Pfeffer, Gert Prohaska, Jeremy Rebek, Johannes Reichel, David Schuller, Sean Selmser, Oliver Setzinger, Michael Stewart, Mark Szücs, Matthias Trattnig, Martin Ulrich, Daniel Welser Trainer: Jim Boni |

### Auf- und Abstieg
| Absteiger aus der Top-Division: | Kasachstan, Slowenien         |
| Aufsteiger in die Top-Division: | Deutschland, Österreich       |
| Absteiger in die Division II:   | Israel, Kroatien              |
| Aufsteiger aus der Division II: | Rumänien, Volksrepublik China |

## Division II

### Gruppe A in Sofia, Bulgarien
Das Turnier der Gruppe A wurde vom 27. März bis 2. April 2006 in der bulgarischen Hauptstadt Sofia ausgetragen. Die Spiele fanden im 4.600 Zuschauer fassenden Wintersportpalast statt. Insgesamt besuchten 6.227 Zuschauer die 15 Turnierspiele, was einem Schnitt von 415 pro Partie entspricht.
| 27. März 2006 12:00 Uhr (Ortszeit) | Rumänien T. Basilidesz (0:38) A. Góga (11:36) I. Timaru (27:30) R. Péter (31:57) | 4:2 (2:0, 2:0, 0:2) Spielbericht | Belgien S. Van Buren (45:28) W. Szarzynski (57:53) | Wintersportpalast, Sofia Zuschauer: 60 |

| 27. März 2006 15:30 Uhr | Serbien und Montenegro I. Tumbas (16:22) I. Prokić (28:13) I. Prokić (35:12) B. Gabrić (59:59) | 4:1 (1:1, 2:0, 1:0) Spielbericht | Spanien A. Armiño (12:33) | Wintersportpalast, Sofia Zuschauer: 93 |

| 27. März 2006 19:00 Uhr | Bulgarien A. Stoumbow (1:24) I. Welew (4:33) S. Radkow (12:18) S. Batschwarow (12:51) W. Wassilew (17:53) S. Batschwarow (21:56) G. Simeonow (25:36) S. Radkow (37:23) R. Morgunow (42:00) S. Simeonow (46:34) Z. Sinowjew (46:56) G. Simeonow (48:01) K. Petrow (55:57) S. Radkow (59:41) | 14:1 (5:0, 3:1, 6:0) Spielbericht | Südafrika J. Booysen (28:40) | Wintersportpalast, Sofia Zuschauer: 873 |

| 28. März 2006 12:00 Uhr | Belgien S. Szarzynski (25:57) N. de Herdt (53:39) | 2:2 (0:0, 1:0, 1:2) Spielbericht | Serbien und Montenegro B. Gabrić (46:21) B. Gabrić (48:32) | Wintersportpalast, Sofia Zuschauer: 87 |

| 28. März 2006 15:30 Uhr | Südafrika E. Saffy (44:07) J. Kemp (46:03) J. Kemp (53:38) | 3:19 (0:5, 0:6, 3:8) Spielbericht | Rumänien M. Georgescu (2:00) C. Geru (6:01) R. Péter (11:56) E. Moldován (15:36) A. P. Nuţu (19:27) I. Timaru (20:36) L. Vargyas (23:39) C. Geru (28:56) V. Nicolescu (32:33) C. Geru (35:15) A. Góga (36:08) L. Vargyas (43:28) I. Timaru (43:51) C. Geru (46:17) C. Geru (47:20) C. Geru (49:53) A. P. Nuţu (54:10) L. Elekes (56:32) C. Geru (57:04) | Wintersportpalast, Sofia Zuschauer: 79 |

| 28. März 2006 19:00 Uhr | Spanien G. Betran (27:26) | 1:3 (0:2, 1:1, 0:0) Spielbericht | Bulgarien G. Simeonow (12:42) R. Morgunow (15:05) S. Batschwarow (32:32) | Wintersportpalast, Sofia Zuschauer: 1.249 |

| 30. März 2006 12:00 Uhr | Rumänien L. Elekes (3:58) L. Elekes (7:02) V. Nicolescu (10:42) L. Elekes (11:45) E. Mihály (13:00) E. Moldován (14:18) L. Vargyas (20:48) E. Moldován (27:07) C. Geru (30:01) A. Kostandi (33:50) L. Elekes (35:58) E. Moldován (46:50) A. P. Nuţu (52:12) C. Geru (52:50) I. Timaru (54:03) L. Elekes (55:27) | 16:3 (6:0, 5:0, 5:3) Spielbericht | Spanien M. Stransky (56:25) J. Gavilánes (58:43) J. Gavilánes (59:23) | Wintersportpalast, Sofia Zuschauer: 54 |

| 30. März 2006 15:30 Uhr | Südafrika | 0:7 (0:3, 0:1, 0:3) Spielbericht | Belgien V. Morgan (3:16) B. Nuyts (12:12) N. de Herdt (18:51) J. Mertens (30:31) S. Van Buren (41:50) V. Morgan (50:29) J. Kustermans (52:47) | Wintersportpalast, Sofia Zuschauer: 48 |

| 30. März 2006 19:00 Uhr | Serbien und Montenegro B. Gabrić (23:28) J. Rus (49:26) | 2:4 (0:1, 1:2, 1:1) Spielbericht | Bulgarien A. Alexandrow (4:49) S. Radkow (28:53) R. Morgunow (33:46) P. Weselinow (46:00) | Wintersportpalast, Sofia Zuschauer: 589 |

| 1. April 2006 12:00 Uhr | Serbien und Montenegro G. Radović (15:38) I. Prokić (15:54) J. Rus (17:25) G. Radović (22:20) M. Juloski (28:35) N. Raković (31:44) I. Bogdanović (32:42) B. Gabrić (34:08) I. Bogdanović (35:50) J. Rus (37:13) M. Savić (38:15) I. Milojković (42:16) N. Raković (51:54) M. Juloski (53:47) | 14:5 (3:1, 8:1, 3:3) Spielbericht | Südafrika A. Vervey (19:35) L. Mngoma (30:31) G. Lyon (46:19) J. Kemp (47:02) J. Joyce (57:50) | Wintersportpalast, Sofia Zuschauer: 62 |

| 1. April 2006 15:30 Uhr | Belgien J. Kustermans (6:37) D. Steijnen (17:56) D. Steijnen (42:57) J. Mertens (46:18) | 4:0 (2:0, 0:0, 2:0) Spielbericht | Spanien | Wintersportpalast, Sofia Zuschauer: 137 |

| 1. April 2006 19:00 Uhr | Bulgarien | 0:9 (0:1, 0:1, 0:7) Spielbericht | Rumänien I. Timaru (12:30) I. Timaru (37:37) I. Timaru (42:46) T. Basilidesz (43:54) C. Geru (45:22) E. Moldován (46:55) T. Basilidesz (47:07) M. Georgescu (51:21) L. Vargyas (52:11) | Wintersportpalast, Sofia Zuschauer: 1.843 |

| 2. April 2006 12:00 Uhr | Spanien G. Echevarria (4:55) J. Gavilánes (6:12) A. Lizundia (32:16) M. Bosom (35:58) P. Muñoz (58:17) | 5:3 (2:1, 2:0, 1:2) Spielbericht | Südafrika M. Edwards (8:12) M. Edwards (42:08) A. Vervey (45:07) | Wintersportpalast, Sofia Zuschauer: 43 |

| 2. April 2006 15:30 Uhr | Rumänien T. Basilidesz (6:37) T. Basilidesz (11:28) A. P. Nuţu (13:31) C. Geru (22:33) A. Góga (32:34) C. Geru (36:06) E. Mihály (43:55) E. Moldován (46:08) C. Geru (52:42) L. Elekes (53:15) A. P. Nuţu (58:14) | 11:1 (3:1, 3:0, 5:0) Spielbericht | Serbien und Montenegro I. Prokić (1:13) | Wintersportpalast, Sofia Zuschauer: 213 |

| 2. April 2006 19:00 Uhr | Bulgarien I. Welew (7:13) S. Radkow (14:01) Z. Sinowjew (28:14) W. Polizojew (44:23) | 4:4 (2:2, 1:1, 1:1) Spielbericht | Belgien J. Peusens (4:31) B. Nuyts (18:42) J. Peusens (20:17) K. Van Looy (59:37) | Wintersportpalast, Sofia Zuschauer: 797 |

| Pl. |                        | Sp | S | U | N | Tore  | Punkte |
| 1.  | Rumänien               | 5  | 5 | 0 | 0 | 59:09 | 10:0   |
| 2.  | Bulgarien              | 5  | 3 | 1 | 1 | 25:17 | 07:03  |
| 3.  | Belgien                | 5  | 2 | 2 | 1 | 19:10 | 06:04  |
| 4.  | Serbien und Montenegro | 5  | 2 | 1 | 2 | 23:23 | 05:05  |
| 5.  | Spanien                | 5  | 1 | 0 | 4 | 10:30 | 02:08  |
| 6.  | Südafrika              | 5  | 0 | 0 | 5 | 12:59 | 00:10  |

Abkürzungen: Pl. = Platz, Sp = Spiele, S = Siege, U = Unentschieden, N = Niederlagen

Erläuterungen: Aufsteiger in die Division I, Absteiger in die Division III

#### Division-II-Siegermannschaft
| Division-II-Aufsteiger Rumänien | Loránd Bálint, Tibor Basilidesz, Adrian Catrinoi Cornea, Levente Elekes, Botond Flinta, Mihail Georgescu, Cătălin Geru, Attila Góga, Endre Kósa, András Kostandi, Attila Laczkó, Ede Mihály, Ervin Moldován, Istvan Nágy, Viorel Nicolescu, Andrei Petruş Nuţu, Szabolcs Papp, Róbert Péter, Viorel Radu, Mihai Stoiculescu, Ioan Timaru, László Vargyas Trainer: Daniel Herlea |

### Gruppe B in Auckland, Neuseeland
Das Turnier der Gruppe B wurde vom 3. bis 9. April 2006 im neuseeländischen Auckland ausgetragen. Die Spiele fanden in der 400 Zuschauer fassenden Paradice Botany statt. Insgesamt besuchten 6.513 Zuschauer die 15 Turnierspiele, was einem Schnitt von 434 pro Partie entspricht.
| 3. April 2006 12:00 Uhr (Ortszeit) | 3. April 2006 2:00 Uhr (MESZ) | Nordkorea Ri P.-i. (48:12) | 1:5 (0:3, 0:1, 1:1) Spielbericht | Australien J. Hughes (1:42) C. Sekura (8:02) B. Nelson-Bond (9:37) B. Nelson-Bond (29:06) M. Rummukainen (46:00) | Paradice Botany, Auckland Zuschauer: 150 |

| 3. April 2006 15:30 Uhr | 3. April 2006 5:30 Uhr | Mexiko D. Piñeyro (33:52) | 1:4 (0:2, 1:2, 0:0) Spielbericht | Volksrepublik China Meng Q. (1:35) Yin K. (2:53) Zhou Y. (21:01) Wang Z. (35:35) | Paradice Botany, Auckland Zuschauer: 120 |

| 3. April 2006 19:00 Uhr | 3. April 2006 9:00 Uhr | Neuseeland B. Speirs (20:27) | 1:8 (0:5, 1:1, 0:2) Spielbericht | Südkorea Kim K.-s. (0:51) Kim Y.-h. (2:57) Kim H.-s. (4:11) Kwak J.-h. (6:18) Kim K.-s. (7:13) Kim M.-k. (38:16) Kim K.-h. (42:38) Lee Y.-j. (55:33) | Paradice Botany, Auckland Zuschauer: 570 |

| 4. April 2006 12:00 Uhr | 4. April 2006 2:00 Uhr | Volksrepublik China Zhang Y. (4:13) Chen L. (4:27) Du C. (11:49) Liu Y. (12:48) Wang D. (13:55) Dong L. (19:59) Zhang W. (24:09) Wang Z. (28:19) Zhang Y. (36:46) Wang Z. (37:09) Su H. (44:56) Chen L. (47:11) Du C. (55:19) Dong L. (59:31) | 14:2 (6:0, 4:1, 4:1) Spielbericht | Nordkorea Kim H.-c. (26:26) Kim H.-c. (54:45) | Paradice Botany, Auckland Zuschauer: 85 |

| 4. April 2006 15:30 Uhr | 4. April 2006 5:30 Uhr | Südkorea Lee K.-j. (7:00) Kim D.-h. (7:59) Kim K.-h. (13:17) Bae J.-s. (14:58) Pyo J.-w. (16:20) Lee Y.-j. (21:35) Kwak J.-h. (25:02) Kim K.-s. (25:20) Kim K.-s. (25:27) Kim K.-t. (32:26) Kim K.-t. (33:30) Kim K.-t. (38:08) Kim K.-s. (43:48) Kim D.-y. (46:58) Kim M.-k. (53:00) | 15:2 (5:0, 7:2, 3:0) Spielbericht | Mexiko A. Cervantes (36:15) L. A. de la Vega (37:12) | Paradice Botany, Auckland Zuschauer: 110 |

| 4. April 2006 19:00 Uhr | 4. April 2006 9:00 Uhr | Australien G. Oddy (13:59) G. Oddy (38:09) J. Hughes (39:44) J. Hughes (41:59) C. Sekura (47:20) L. Thilthorpe (52:03) | 6:2 (1:0, 2:0, 3:2) Spielbericht | Neuseeland B. Lee (41:15) B. Speirs (51:24) | Paradice Botany, Auckland Zuschauer: 1.200 |

| 6. April 2006 12:00 Uhr | 6. April 2006 2:00 Uhr | Australien A. White (39:58) C. Brlecic (46:20) | 2:4 (0:3, 1:0, 1:1) Spielbericht | Südkorea Kim K.-h. (2:56) Kim H.-i. (16:56) Kim K.-h. (17:24) Kim K.-h. (57:48) | Paradice Botany, Auckland Zuschauer: 108 |

| 6. April 2006 15:30 Uhr | 6. April 2006 5:30 Uhr | Mexiko | 0:3 (0:2, 0:0, 0:1) Spielbericht | Nordkorea Ri. S.-c. (3:12) Song C.-s. (9:43) Mun C. (55:39) | Paradice Botany, Auckland Zuschauer: 100 |

| 6. April 2006 19:00 Uhr | 6. April 2006 9:00 Uhr | Volksrepublik China Meng Q. (4:02) Zhang Y. (28:03) Wang Z. (33:31) Du C. (43:13) Wang Z. (48:04) | 5:0 (1:0, 2:0, 2:0) Spielbericht | Neuseeland | Paradice Botany, Auckland Zuschauer: 550 |

| 7. April 2006 12:00 Uhr | 7. April 2006 2:00 Uhr | Australien T. Walsh (6:04) M. Wand (18:08) J. Hughes (26:28) L. Webster (30:22) G. Oddy (32:11) M. Wand (38:31) C. Sekura (49:45) L. Thilthorpe (53:18) V. Rubes (54:26) | 9:2 (2:0, 4:0, 3:2) Spielbericht | Mexiko S. Sierra (58:20) A. Cervantes (58:43) | Paradice Botany, Auckland Zuschauer: 120 |

| 7. April 2006 15:30 Uhr | 7. April 2006 5:30 Uhr | Südkorea Kim K.-s. (17:32) Lee K.-j. (34:07) Kim K.-s. (59:45) | 3:6 (1:0, 1:4, 1:2) Spielbericht | Volksrepublik China Yin K. (21:41) Yin K. (24:00) Zhang Y. (36:48) Liu Y. (38:22) Liu Y. (55:40) Du C. (57:50) | Paradice Botany, Auckland Zuschauer: 250 |

| 7. April 2006 19:00 Uhr | 7. April 2006 9:00 Uhr | Nordkorea Kim K.-h. (20:51) Ri S.-i. (43:34) Ku S.-m. (49:57) | 3:0 (0:0, 1:0, 2:0) Spielbericht | Neuseeland | Paradice Botany, Auckland Zuschauer: 800 |

| 9. April 2006 12:00 Uhr | 9. April 2006 2:00 Uhr | Südkorea Choi J.-s. (1:46) Kim K.-s. (6:34) Kim K.-s. (25:17) Lee Y.-j. (29:04) Kim K.-s. (58:59) | 5:1 (2:1, 2:0, 1:0) Spielbericht | Nordkorea Song C.-s. (5:30) | Paradice Botany, Auckland Zuschauer: 600 |

| 9. April 2006 15:30 Uhr | 9. April 2006 5:30 Uhr | Volksrepublik China Dong L. (1:49) Du C. (10:14) Wang Z. (27:10) Du C. (49:06) Li Q. (57:59) | 5:5 (2:2, 1:1, 2:2) Spielbericht | Australien J. Hughes (4:07) M. Wand (14:49) G. Oddy (26:07) C. Sekura (40:20) C. Sekura (51:05) | Paradice Botany, Auckland Zuschauer: 550 |

| 9. April 2006 19:00 Uhr | 9. April 2006 9:00 Uhr | Neuseeland S. Glass (27:46) B. Speirs (48:35) J. Hay (58:01) | 3:4 (0:2, 1:2, 2:0) Spielbericht | Mexiko L. Miller (13:16) S. Sierra (17:11) A. Cervantes (22:07) J. Ehlers (30:15) | Paradice Botany, Auckland Zuschauer: 1.200 |

| Pl. |                     | Sp | S | U | N | Tore  | Punkte |
| 1.  | Volksrepublik China | 5  | 4 | 1 | 0 | 34:11 | 09:01  |
| 2.  | Südkorea            | 5  | 4 | 0 | 1 | 35:12 | 08:02  |
| 3.  | Australien          | 5  | 3 | 1 | 1 | 27:14 | 07:03  |
| 4.  | Nordkorea           | 5  | 2 | 0 | 3 | 10:24 | 04:06  |
| 5.  | Mexiko              | 5  | 1 | 0 | 4 | 09:34 | 02:08  |
| 6.  | Neuseeland          | 5  | 0 | 0 | 5 | 06:26 | 00:10  |

Abkürzungen: Pl. = Platz, Sp = Spiele, S = Siege, U = Unentschieden, N = Niederlagen

Erläuterungen: Aufsteiger in die Division I, Absteiger in die Division III

#### Division-II-Siegermannschaft
| Division-II-Aufsteiger Volksrepublik China | Chen Lei, Dong Liang, Du Chao, Hao Yanlian, Hou Feng, Li Guoyang, Li Qingming, Liu Kunpeng, Liu Liang, Liu Yingkui, Meng Qingyuan, Su Hongbin, Wang Dahai, Wang Ye, Wang Zhiqiang, Xie Ming, Yin Kai, Yu Yang, Zhang Weiyang, Zhang Yang, Zhou Yudi Trainer: Xiang Shuqing |

### Auf- und Abstieg
| Absteiger aus der Division I:    | Israel, Kroatien              |
| Aufsteiger in die Division I:    | Rumänien, Volksrepublik China |
| Absteiger in die Division III:   | Südafrika, Neuseeland         |
| Aufsteiger aus der Division III: | Island, Türkei                |

## Division III
Das Turnier der Division III wurde vom 24. bis 29. April 2006 in der isländischen Hauptstadt Reykjavík ausgetragen. Die Spiele fanden in der 1.000 Zuschauer fassenden Skautahöllin í Laugardal statt. Insgesamt besuchten 4.487 Zuschauer die zehn Turnierspiele, was einem Schnitt von 448 pro Partie entspricht.
| 24. April 2006 16:00 Uhr (Ortszeit) | Armenien | 3:8 (0:2, 2:4, 1:2) Spielbericht | Türkei | Skautahöllin í Laugardal, Reykjavík Zuschauer: 205 |

| 24. April 2006 20:00 Uhr | Luxemburg | 2:5 (0:0, 2:2, 0:3) Spielbericht | Island | Skautahöllin í Laugardal, Reykjavík Zuschauer: 550 |

| 25. April 2006 20:00 Uhr | Irland | 0:6 (0:3, 0:3, 0:0) Spielbericht | Armenien | Skautahöllin í Laugardal, Reykjavík Zuschauer: 239 |

| 26. April 2006 16:30 Uhr | Türkei | 8:2 (1:0, 3:1, 4:1) Spielbericht | Luxemburg | Skautahöllin í Laugardal, Reykjavík Zuschauer: 189 |

| 26. April 2006 20:00 Uhr | Island | 8:0 (0:0, 3:0, 5:0) Spielbericht | Irland | Skautahöllin í Laugardal, Reykjavík Zuschauer: 820 |

| 27. April 2006 20:00 Uhr | Armenien | 4:5 (2:0, 0:2, 2:3) Spielbericht | Island | Skautahöllin í Laugardal, Reykjavík Zuschauer: 674 |

| 28. April 2006 16:30 Uhr | Luxemburg | 6:10 (4:1, 1:8, 1:1) Spielbericht | Armenien | Skautahöllin í Laugardal, Reykjavík Zuschauer: 297 |

| 28. April 2006 20:00 Uhr | Türkei | 2:2 (1:0, 0:1, 1:1) Spielbericht | Irland | Skautahöllin í Laugardal, Reykjavík Zuschauer: 356 |

| 29. April 2006 16:30 Uhr | Irland | 3:1 (2:0, 0:1, 1:0) Spielbericht | Luxemburg | Skautahöllin í Laugardal, Reykjavík Zuschauer: 179 |

| 29. April 2006 20:00 Uhr | Island | 9:0 (1:0, 6:0, 2:0) Spielbericht | Türkei | Skautahöllin í Laugardal, Reykjavík Zuschauer: 978 |

| Pl. |           | Sp | S | U | N | Tore  | Punkte |
| 1.  | Island    | 4  | 4 | 0 | 0 | 27:06 | 8:0    |
| 2.  | Türkei    | 4  | 2 | 1 | 1 | 18:16 | 5:3    |
| 3.  | Armenien  | 4  | 2 | 0 | 2 | 23:19 | 4:4    |
| 4.  | Irland    | 4  | 1 | 1 | 2 | 05:17 | 3:5    |
| 5.  | Luxemburg | 4  | 0 | 0 | 4 | 11:26 | 0:8    |

Abkürzungen: Pl. = Platz, Sp = Spiele, S = Siege, U = Unentschieden, N = Niederlagen

Erläuterungen: Aufsteiger in die Division II

### Division-III-Aufstiegsmannschaften
| Division-III-Aufsteiger Island | Emil Alengård, Úlfar Andrésson, Birkir Árnason, Guðmundur Björgvinsson, Daniel Eriksson, Patrick Eriksson, Jón Gíslason, Jón Hallgrímsson, Daði Heimisson, Stefán Hrafnsson, Guðmundur Ingolfsson, Björn Jakobsson, Ingvar Jónsson, Jónas Breki Magnússon, Rúnar Freyr Rúnarsson, Birgir Sveinsson, Gauti Þormóðsson, Gunnlaugur Thoroddsen, Brynjar Freyr Þórðarson, Þórhallur Viðarsson Trainer: Edward Maggiacomo |
| Division-III-Aufsteiger Türkei | Cengiz Akyıldız, Ömer Arasan, Deniz Atak, Caner Baykan, Gürkan Çetinkaya, Hakan Çetinkaya, Cengiz Çıplak, Erdoğan Coşkun, Tufan Dinç, Burç Eryiğit, Fevzi Güçlü, Galip Hamarat, Levent Özbaydoğan, Gökhun Öztürk, Onur Polatoğlu, Alper Solak, Göktürk Taşdemir, Çağıl Uyar, Serkan Yapıcılar, Oktay Yavuzarslan Trainer: Serhat Enyüce                                                                              |

### Auf- und Abstieg
| Absteiger aus der Division II: | Südafrika, Neuseeland |
| Aufsteiger in die Division II: | Island, Türkei        |